# Papiro 14
Il Papiro 14 ({\displaystyle {\mathfrak {p}}}14 nella numerazione Gregory-Aland; α 1036 nella numerazione von Sodel) è un frammento di un codice papiraceo del Nuovo Testamento in lingua greca, datato paleograficamente al V secolo.

## Descrizione
Il manoscritto contiene alcuni brani della Prima lettera ai Corinzi (1:25-27; 2:6-8; 3:8-10.20), ed è scritto su di una colonna per pagina. Il testo greco di questo codice è rappresentativo del tipo testuale alessandrino; Kurt Aland lo collocò nella Categoria II.

## Storia
{\displaystyle {\mathfrak {p}}}14 fu scoperto nel Monastero di Santa Caterina sul Sinai da James Rendel Harris, che ne pubblicò il testo nel 1890. Fu anche esaminato da Ellwood Schofield.
Attualmente {\displaystyle {\mathfrak {p}}}14 è custodito nel monastero (collocazione Harris 14).